# Radibor
Radibor (en sorabe: Radwor) est une commune rurale de Saxe (Allemagne), située dans l'arrondissement de Bautzen, dans le district de Dresde, en Haute-Lusace. Le village lui-même regroupe environ sept cents habitants et l'ensemble de la commune 3 135 habitants (2018). Plus de 85 % des habitants sont des Sorabes, mais en légère majorité luthériens, le reste étant catholiques.

## Municipalité
La commune, outre le village Radibor, englobe 23 villages et hameaux:
- Bornitz (en sorabe: Boranecy), 120 habitants
- Brohna (Bronjo), 79 habitants
- Camina (Kamjenej), 114 habitants
- Cölln (Chelno), 364 habitants
- Droben (Droby), 91 habitants
- Großbrösern (Přeždreń), 42 habitants
- Grünbusch (Haj), 20 habitants
- Kleinbrösern (Přeždrenk), 9 habitants
- Lippitsch (Lipič), 188 habitants
- Lomske (Łomsk), 193 habitans
- Luppa (Łupoj), 205 habitants
- Luppedubrau (Łupjanska Dubrawka), 80 habitants
- Luttowitz (Lutobč), 170 habitants
- Merka (Měrkow), 138 habitants
- Milkel (Minakał), 386 habitants, connu pour son château
- Milkwitz (Miłkecy), 104 habitants avec Strohschütz
- Neu-Bornitz (Nowe Boranecy), 55 habitants
- Neu-Brohna (Nowe Bronjo), 19 habitants
- Quoos (Chasow), 169 habitants
- Radibor (Radwor), 652 habitants
- Schwarzadler (Čorny Hodler), 39 habitants
- Teicha (Hat), 65 habitants
- Wessel (Wjesel), 95 habitants

## Personnalités liées
- Aloïs Andritzki (1914-1943), né à Radibor, prêtre catholique, opposant au nazisme, déporté et tué à Dachau ; reconnu martyr et bienheureux catholique.